# Duell von Barletta

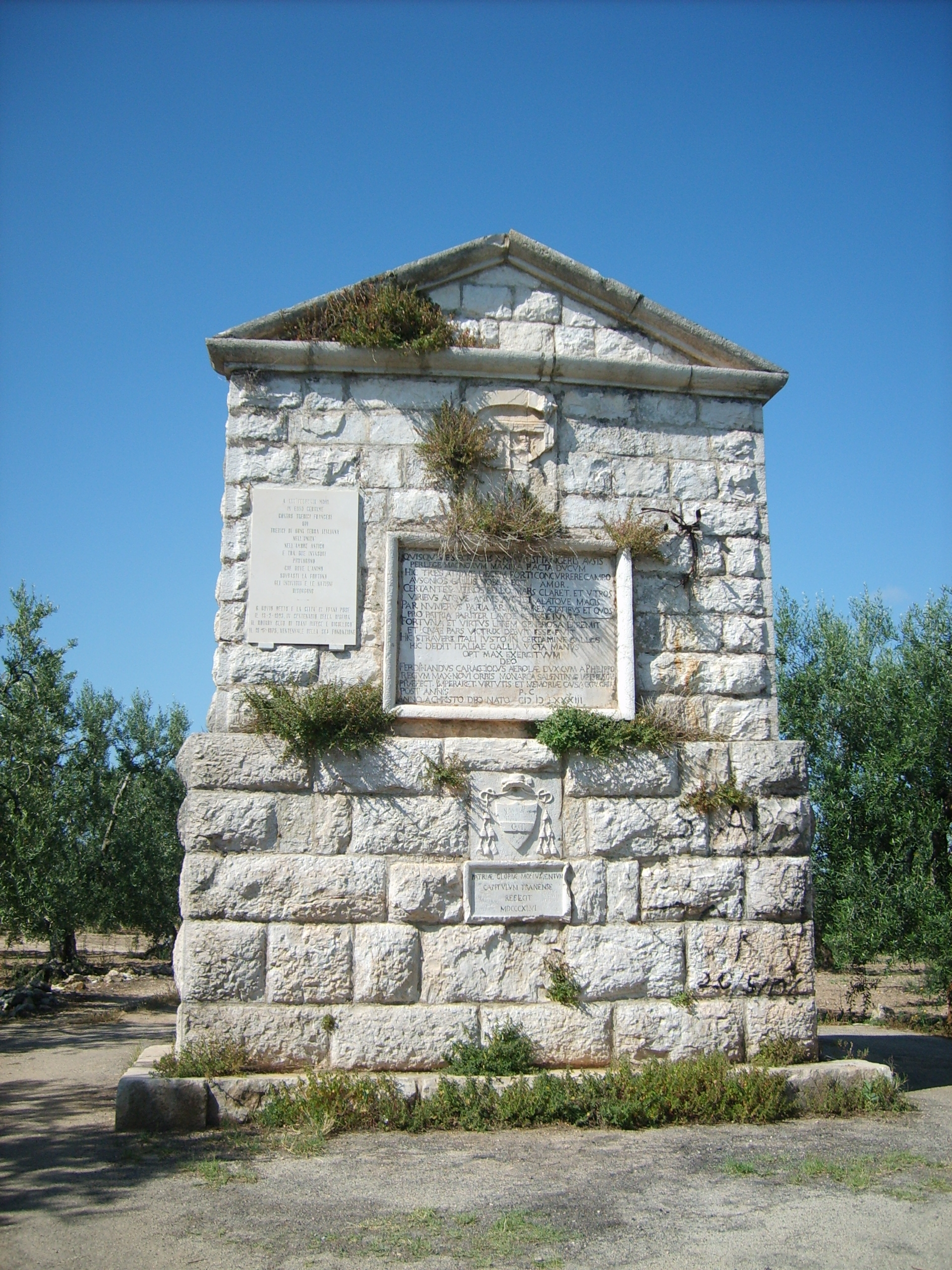
Denkmal der Disfida di Barletta

Das Duell von Barletta (italienisch Disfida di Barletta) war ein verabredeter Kampf zwischen jeweils 13 ausgewählten italienischen und französischen Rittern, der am 13. Februar 1503 auf einem Feld zwischen Barletta, Andria und Corato in Süditalien ausgetragen wurde. Anlass war die den Italienern von den Franzosen unterstellte Feigheit in der Schlacht. Im Kampf siegte die Gruppe der italienischen Ritter, deren bekanntester der Condottiere Ettore Fieramosca war.

## Das Duell

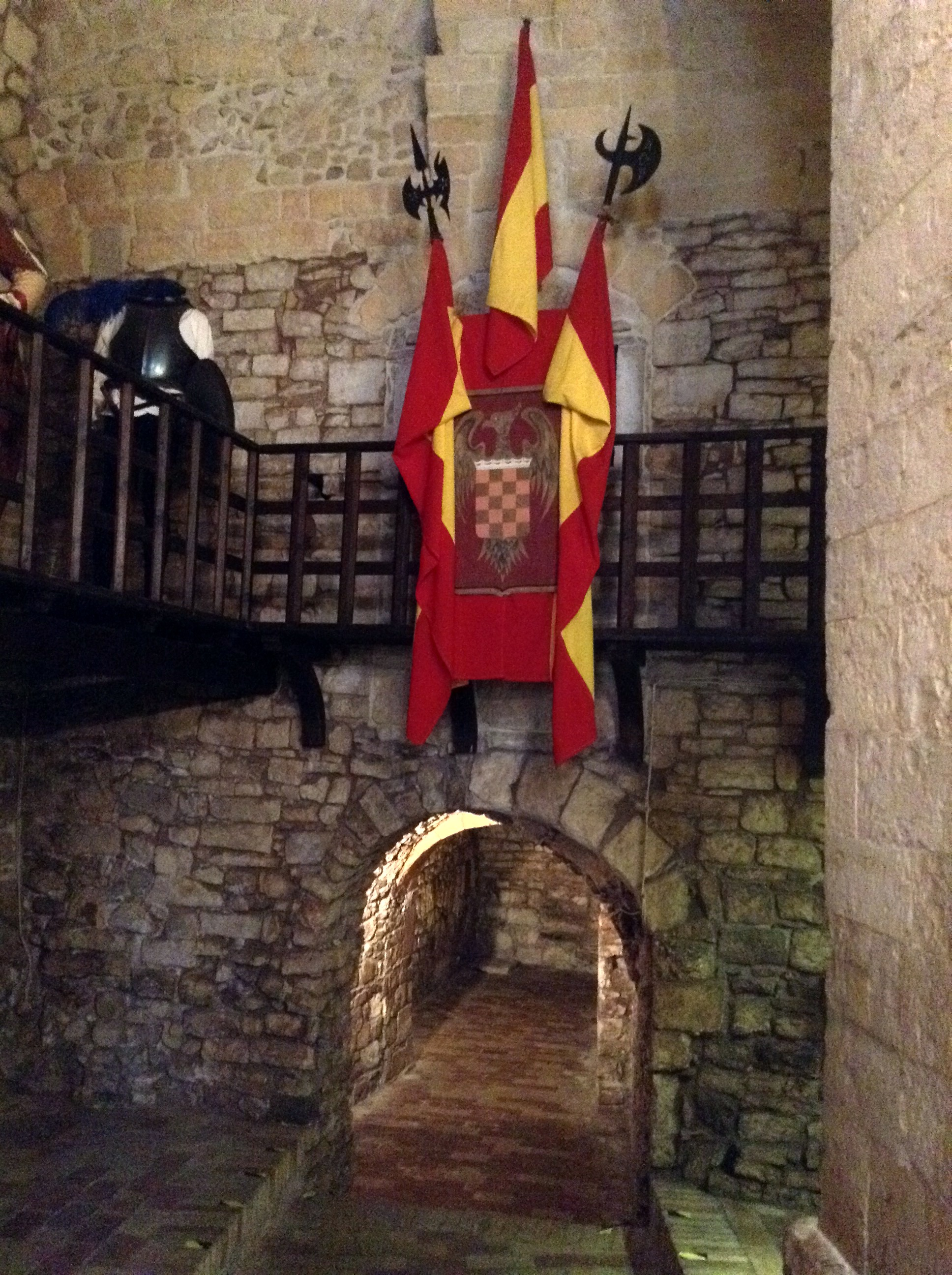
Der Weinkeller Cantina della Disfida in Barletta

Die italienischen Ritter waren nicht Teil eines italienischen Heeres, sondern kämpften unter Gonzalo Fernández de Córdoba y Aguilar, auch bekannt als Gran capitano, für die Spanier gegen ein französisches Heer unter Führung des Vizekönigs Louis d’Armagnac, Herzog von Nemours während des zweiten französischen Feldzugs der Italienischen Kriege um den Besitz des Königreichs Neapel.
Anlass des Kampfes waren abfällige Bemerkungen französischer Ritter im Weinkeller Cantina della Disfida, insbesondere eines gewissen Charles de Torgues, genannt Monsieur de La Motte, der dann Anführer der französischen Abteilung in dem Duell wurde, über die Feigheit und den mangelnden Mut der italienischen Söldner. Als diese bei den Italienern bekannt wurden, kam es zu großer Erregung und man kam überein, bei einem Turniergefecht auf Leben und Tod zwischen jeweils 13 auserlesenen Kämpfern der beiden Heere die Frage von Mut und Feigheit zu klären.
Bei diesem Kampf, der auf neutralem Boden in Anwesenheit von Kampfrichtern stattfand, siegten die Italiener (Ettore Fieramosca aus Capua, Guglielmo Albamonte aus Palermo, Francesco Salamone aus Sutera, Giovanni Capoccio aus Spinazzola, Marco Corollario aus Neapel, Giovanni Brancaleone de Carlonibus aus Genazzano, Ludovico Abenevoli aus Capua, Ettore Giovenale aus Rom, Bartolomeo Fanfulla aus Lodi, Romanello aus Forlì, Pietro Riczio aus Parma, Mariano Abignente aus Sarno, Miale aus Troia) und wurden mit großem Jubel in ihrem Heerlager empfangen. Die gefangenen Franzosen mussten Lösegeld zahlen und ihre Ausrüstung fiel an die Gegner.

## Beteiligte
Eine Liste der Beteiligten kann verschiedenen Quellen entnommen werden, teilweise unterscheiden diese sich erheblich:
| Italiener                        | Franzosen              |
| Ritter                           | Ritter                 |
| -------------------------------- | ---------------------- |
| Ettore Fieramosca                | Charles de Torgues     |
| Francesco Salamone               | Marc de Frigne         |
| Marco Corollario                 | Girout de Forses       |
| Riccio da Parma                  | Claude Grajan d’Aste   |
| Guglielmo Albimonte              | Martellin de Lambris   |
| Mariano Marcio Abignente         | Pierre de Liaye        |
| Giovanni Capoccio da Tagliacozzo | Jacques de la Fontaine |
| Giovanni Brancaleone             | Eliot de Baraut        |
| Ludovico Abenavoli               | Jean de Landes         |
| Ettore Giovenale                 | Sacet de Sacet         |
| (Bartolomeo) Fanfulla da Lodi    | François de Pise       |
| Romanello da Forlì               | Jacques de Guignes     |
| Ettore de’ Pazzis                | Naute de la Fraise     |
| Kampfrichter                     |                        |
| Francesco Zur(o)lo               | Lionnet Du Breuil      |
| Diego Vela                       | Monsieur de Murtibrach |
| Francesco Spinola                | Monsieur de Bruet      |
| Alonzo Lopez                     | Etum Sutte             |
| Geiseln                          |                        |
| Angelo Galeotta                  | Monsieur de Musnai     |
| Albernuccio Valga                | Monsieur de Dumoble    |

## Rezeption

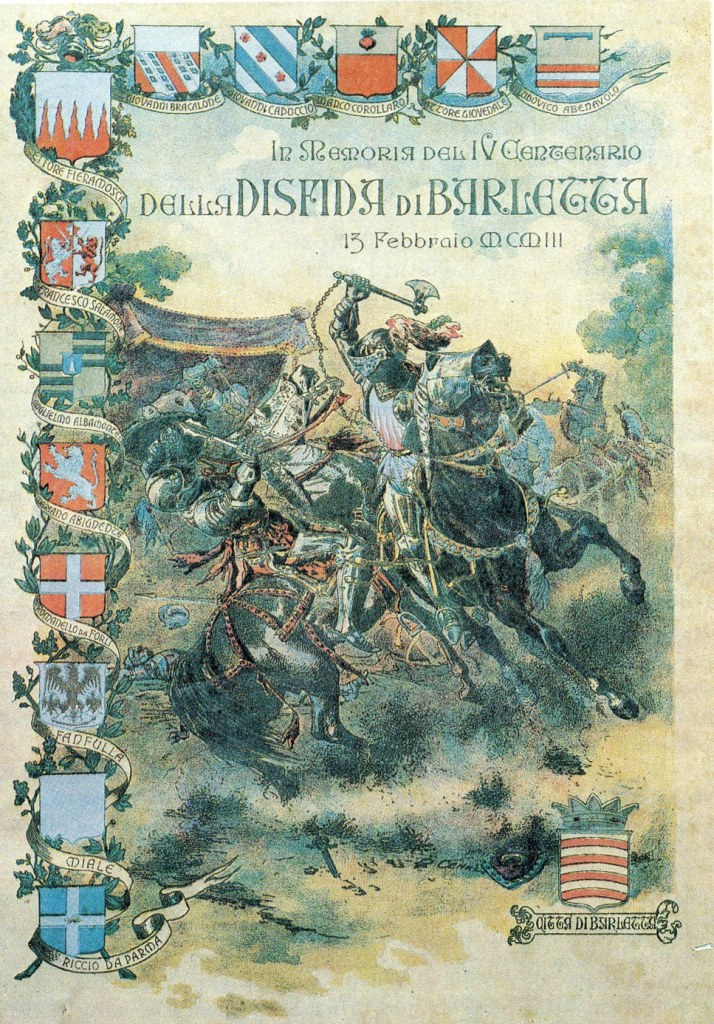
Titelblatt einer Schrift zum 400. Jahrestag

Für das italienische Nationalbewusstsein hat dieser Kampf bis in die Gegenwart große Bedeutung, vor allem in Hinblick auf die den Italienern immer wieder unterstellte militärische Untüchtigkeit.
Dementsprechend oft wurde der Stoff in Literatur, bildender Kunst und Film Italiens behandelt. 1833, während des Risorgimento, erschien der historische Roman Ettore Fieramosca von Massimo d’Azeglio, der als Titelhelden den Anführer der italienischen Ritter hatte. Auf dieses Werk gehen mehrere Verfilmungen unter dem gleichen Titel zurück, nämlich Filme von
- Ernesto Maria Pasquali (1909),
- Domenico Gaido und Umberto Paradisi (1915), sowie von
- Alessandro Blasetti (1938, deutscher Titel: Stürme über Morreale).

Außerdem nimmt Hector, der Ritter ohne Furcht und Tadel, ein Film mit Bud Spencer in der Rolle des Fieramosca (Pasquale Festa Campanile, 1976), in parodistischer Form das Duell von Barletta auf.
Die Cantina wurde am 17. März 1937 zum nationalen Denkmal erklärt und am 13. Februar 1938 eingeweiht.
Zum 500. Jahrestag erschien 2003 eine italienische Briefmarke, außerdem wurde in Barletta mit zahlreichen Veranstaltungen und Aufführungen (u. a. einem Reenactment) des historischen Kampfes gedacht.
Doch bereits im 19. Jahrhundert erhoben sich Stimmen gegen die Stilisierung des Duells zur Sternstunde italienischer Schwertfertigkeit. So schrieb der neapolitanische Gelehrte Nunzio Federigo Faraglia:

„Das Duell von Barletta, eines der letzten und großartigsten Schauspiele des bereits sterbenden Rittertums, wurde wieder und wieder als großes nationales Ereignis gefeiert, denn es war bei uns bereits soweit gekommen, daß die Italiener sich mit dem Erfolg eines einzigen Tages zufriedengaben, während sich weiterhin zwei fremde Könige um die Herrschaft über Italien stritten. Die dreizehn Ritter kämpften nicht einmal für ihr Vaterland, sondern beschleunigten im Gegenteil die Eroberung des Königreichs [von Neapel durch die Spanier] und seine bittere Versklavung, die zweihundert Jahre dauern sollte.“